# 吉茨
吉茨（匈牙利語：Gic），是匈牙利维斯普雷姆州所辖的一个村，总面积19.68平方公里，总人口453，人口密度23.0人/平方公里（2010年1月1日）。